# Monsenhor Hipólito
Monsenhor Hipólito là một đô thị thuộc bang Piauí, Brasil. Đô thị này có diện tích 391,304 km², dân số năm 2007 là 7206 người, mật độ 18,42 người/km².